# Temperatura mitjana
La temperatura mitjana és un terme de la climatologia referit a la mitjana aritmètica de la temperatura en un període, generalment d'un dia o d'un mes.
La temperatura mitjana anual és la mitjana de la temperatura dels dotze mesos de l'any. És un valor global que en climatologia no és un índex gaire indicatiu, ja que no mostra la continentalitat o el caràcter oceànic d'aquella estació meteorològica.
- Temperatura mitjana de les mínimes mes
- Temperatura mitjana de les mínimes absolutes: Es determina fent la mitjana de la temperatura mínima absoluta a què es va arribar en un mes concret en tots els anys en què es disposa de dades.
- Temperatura mitjana de les màximes absolutes: Es determina fent la mitjana de la temperatura màxima absoluta a què es va arribar en un mes concret en tots els anys en què es disposa de dades.